# ExtendMax (công ty)
ExtendMax, tên đầy đủ là Công ty TNHH Extendmax Việt Nam, là một doanh nghiệp chuyên tư vấn công nghệ, được thành lập từ năm 2015 bởi Trần Thanh Phương. Công ty này chủ yếu làm việc xoay quanh các sản phẩm công nghệ thông tin, điện tử, như cung cấp chứng nhận hợp quy, công bố dán nhãn năng lượng, tư vấn xin giấy phép mật mã dân sự, thủ tục nhập khẩu, kiểm tra chất lượng, ủy thác nhập khẩu thiết bị công nghệ thông tin tiếp cận thị trường Việt Nam. Trong thời gian 10 năm kể từ thành lập, công ty này đã thực hiện nhiều dự án thương mại có quy mô quốc tế cho các khách hàng là các tập đoàn công nghệ toàn cầu, doanh nghiệp FDI và các doanh nghiệp lớn tại Việt Nam.

## Hoạt động
Công ty ExtendMax thành lập ngày 19 tháng 8 năm 2015 bởi ông Trần Thanh Phương giữ vai trò CEO, Tổng giám đốc của doanh nghiệp. Khởi điểm, công ty này có quy mô của một doanh nghiệp vừa và nhỏ (SME), với 3 nhân viên làm việc, cung cấp các dịch vụ tư vấn chứng nhận hợp quy. Năm 2017, ExtendMax đã triển khai chương trình tư vấn nhãn tiết kiệm năng lượng do Chương trình quốc gia về sử dụng năng lượng tiết kiệm và hiệu quả (VNEEP) phát động
Kể từ năm 2020, trong thời gian bị ảnh hưởng bởi đại dịch Covid-19 và suy thoái kinh tế, công ty này đã luôn có sự tăng trưởng doanh thu hàng năm rất ấn tượng. Trong năm 2020 công ty này kí kết nhiều hợp đồng thương mại với các tập đoàn đa quốc gia, tháng 1 năm 2020, ExtendMax ký hợp đồng với Lenovo, tháng 3 cùng năm, ký hợp đồng với Samsung, tháng 4 năm 2020, ký hợp đồng với LG. Từ tháng 5 đến tháng 9 năm 2023, ExtendMax nhập khẩu uỷ thác thiết bị công nghệ thông tin cho nhà máy của tập đoàn LEGO tại Bình Dương, Việt Nam, có tổng vốn đầu tư khoảng 1,3 tỷ USD. Tính đến tháng 5 năm 2025, công ty đã cung cấp dịch vụ cho khách hàng từ khoảng 30 nước trên thế giới, trong đó có nhiều hãng sản xuất thuộc danh sách Fortune 500.

## Ghi nhận
Tháng 12 năm 2023, Tạp chí SME Asia vinh danh ExtendMax Việt Nam trong lễ trao giải thưởng "SME100 Fast Moving Companies Awards".. Tới tháng 6 năm 2024, công ty này được Tạp chí Kinh doanh và Tài chính Toàn cầu (Global Business and Finance Magazine - GBFM), một tạp chí tài chính thành lập năm 2022, vinh danh là Công ty dịch vụ tư vấn tuân thủ quy định xuất sắc nhất (Best Regulatory Compliance Agency), cùng với MB Bank và HDBank.. Tháng 5 năm 2025, công ty này trở thành công ty Việt Nam đầu tiên đạt giải thưởng Asia Pacific People’s Choice Stevie Awards"ExtendMax – Công ty Việt Nam đầu tiên giành Asia-Pacific People's Choice Stevie Awards". ngày 20 tháng 5 năm 2025.